# Festival de la fiction TV de Saint-Tropez 2006
La 8e édition du Festival de la fiction TV s'est déroulée à Saint-Tropez, du 14 au 17 septembre 2006.  C'est la dernière fois que le festival s'est déroulé à Saint-Tropez.  Les éditions suivantes se dérouleront à La Rochelle. 

## Jury
Le jury était composé de :
- Victor Lanoux (président), comédien
- Cristiana Reali, comédienne
- Isabel Otero, comédienne
- Delphine Chanéac, comédienne
- Bernard Stora, réalisateur
- Michel Alexandre, scénariste
- Charles Court, compositeur
- Raymond Vouillamoz (responsable de la sélection), journaliste et producteur

## En compétition

### Téléfilms unitaires de prime time
- Le Sang des fraises (France 3), de Manuel Poirier
- Monsieur Léon (TF1), de Pierre Boutron
- Les Innocents (France 2), de Denis Malleval
- Le Piano oublié (France 3), d'Henri Helman
- Vive la bombe ! (France 2 et Arte), de Jean-Pierre Sinapi
- Les Vauriens (France 3), de Dominique Ladoge
- Le Ciel sur la tête (France 2), de Régis Musset

### Séries de prime time
- Les Tricheurs (M6) - épisode Le Tricheur à l’as de carreau, réalisé par Benoît d'Aubert
- Commissaire Cordier (TF1) - épisode Témoin à abattre, réalisé par Christophe Douchand
- Mafiosa (Canal +) - épisode n°3, réalisé par Louis Choquette
- David Nolande (France 2) - épisode Peine Perdue, réalisé par Nicolas Cuche
- Sécurité intérieure (Canal +) - épisode Immunité Diplomatique, réalisé par Patrick Grandperret
- L'État de Grace (France 2) - épisode n°1, réalisé par Pascal Chaumeil

### Séries de day time
- Enterrement de vie de jeune fille (Canal +) - épisode n°1, réalisé par Deborah Saïag
- Turbulences (Canal +) - épisode n°1, réalisé par Nicolas Hourès
- Kaamelott (M6) - épisodes 1 à 7, réalisés par Alexandre Astier

## Présentés hors compétition
- Marie Besnard, l'empoisonneuse (TF1)
- Béthune sur Nil (France 3)
- Petits Meurtres en famille (France 2)
- Pour l'amour de Dieu (Arte)

## Palmarès
Le jury a décerné les prix suivants : 
- Meilleur téléfilm unitaire de prime time : Vive la bombe !
- Prix spécial du jury : Turbulences
- Meilleure série de prime time : David Nolande
- Meilleure série d'access/day time : Kaamelott
- Meilleure interprétation masculine : Michel Serrault pour Monsieur Léon
- Meilleure interprétation féminine : Cécile Rebboah pour Le Sang des fraises
- Révélation : Michaël Abiteboul pour Turbulences
- Meilleure réalisation : Nicolas Cuche pour David Nolande
- Meilleur scénario : Claude Scasso pour Les Tricheurs
- Meilleure musique : Florence Caillon pour Le Sang des fraises
- Prix de la contribution artistique pour la photo et les effets spéciaux : David Nolande
- Prix du grand public : Alerte à Paris ! et Laura
- Coup de cœur de la meilleure fiction décernée par 12 Var (en partenariat avec le Conseil Général du Var) : Monsieur Léon